# Mroczna Argentyna
Mroczna Argentyna (ang. Imagining Argentina) – brytyjsko-hiszpańsko-amerykańsko-argentyński thriller polityczny z 2003 roku w reżyserii Christophera Hamptona, zrealizowany na podstawie powieści Lawrence'a Thorntona.

## Fabuła
Argentyna, lata 70. Znana dziennikarka Cecilia Rueda zostaje porwana. Jej mąż reżyser teatralny Carlos nie jest zadowolony reakcją policji i zaczyna poszukiwania na własną rękę. Przyłącza się do grupy osób, którzy sądzą, że ich bliscy zostali porwani. Odkrywa też pewien dar - możliwość widzenia ludzkich myśli, doświadczeń. Dzięki niemu odkrywa, że ojciec chłopca występującego w teatrze zostaje zwolniony. Jego dar pozwala mu dotrzeć do ludzi, którzy porwali jego żonę. Ale jej samej nie może "zobaczyć". Pomagają mu w tym Amos i Sara Sternbergowie - żydowscy emigranci, którzy przeżyli Auschwitz.

## Obsada
- Antonio Banderas - Carlos Rueda
- Emma Thompson - Cecilia Rueda
- Maria Canals-Barrera - Esme Palomares
- Rubén Blades - Silvio Ayala
- Leticia Dolera - Teresa Rueda
- Irene Escolar - Eurydice
- Fernando Tielve - Orfeo/Enrico
- Hector Bordoni - Pedro Augustín
- Carlos Kaniowsky - Rubén Mendoza
- Stella Maris - Concepta Madrid
- Ana Gracia - Hannah Masson
- Horacio Obón - Victor Madrid
- Cielo Verano - Julia Obregon
- John Wood - Amos Sternberg
- Claire Bloom - Sara Sternberg
- Marzenka Novak - Sasha
- Ernesto Hernández - Duarte
- Eusebio Lázaro - Pereira

## Produkcja
Zdjęcia kręcono w Buenos Aires.